# Jaskinie Bajka
Jaskinie Bajka este o arie protejată (sit de importanță comunitară — SCI) din Polonia întinsă pe o suprafață de 4,1 ha, integral pe uscat.

## Localizare
Centrul sitului Jaskinie Bajka este situat la coordonatele 53°13′09″N 18°10′39″E / 53.2193°N 18.1774°E.

## Înființare
Situl Jaskinie Bajka a fost declarat sit de importanță comunitară în ianuarie 2021 pentru a proteja un număr necunoscut de specii din flora spontană și fauna sălbatică aflate în arealul zonei.

## Biodiversitate
Situată în ecoregiunea continentală, aria protejată conține 1 habitat natural: Peșteri inaccesibile publicului.
La baza desemnării sitului se află un număr nedeclarat de specii protejate.